# Henri de La Rochejaquelein
Henri du Vergier, conde de la Rochejaquelein (30 de agosto de 1772 – 28 de janeiro de 1794) foi um general realista francês, sendo o mais jovem do Exército Católico e Real que combateu na Guerra da Vendeia durante a Revolução Francesa.

## Vida
Nascido no Château de la Durbellière, Saint Aubin de Baubigné, próximo de Châtillon, La Rochejaquelein combateu pela primeira vez como oficial da Guarda constitucional do Rei Luís XVI, defendendo o Palácio das Tulherias durante o ataque dos revolucionários em 10 de agosto de 1792. Seu pai era coronel da artilharia real Polonesa e não tinha mais ambição para o filho do que a de que ele também fosse soldado. 
Uma vez regressado a sua terra natal, se opôs à ''Levée en masse'' — decretada pela recém-formada Primeira República Francesa em face do início das Guerras Revolucionárias Francesas — se juntando ao seu primo, o soldado e também realista Louis Marie de Lescure, em uma de suas fazendas em Poitou. 

## Morte
La Rochejaquelein morreu no dia 28 de janeiro de 1794 aos 21 anos, após achar dois granadeiros escondidos, o qual se aproximou gritando para que se rendessem e tivessem suas vidas poupadas. Ao se aproximar, se abaixou para pegar seu mosquete em que um dos grenadeiros atirou em sua testa, matando La Rochejaquelein instantaneamente.   

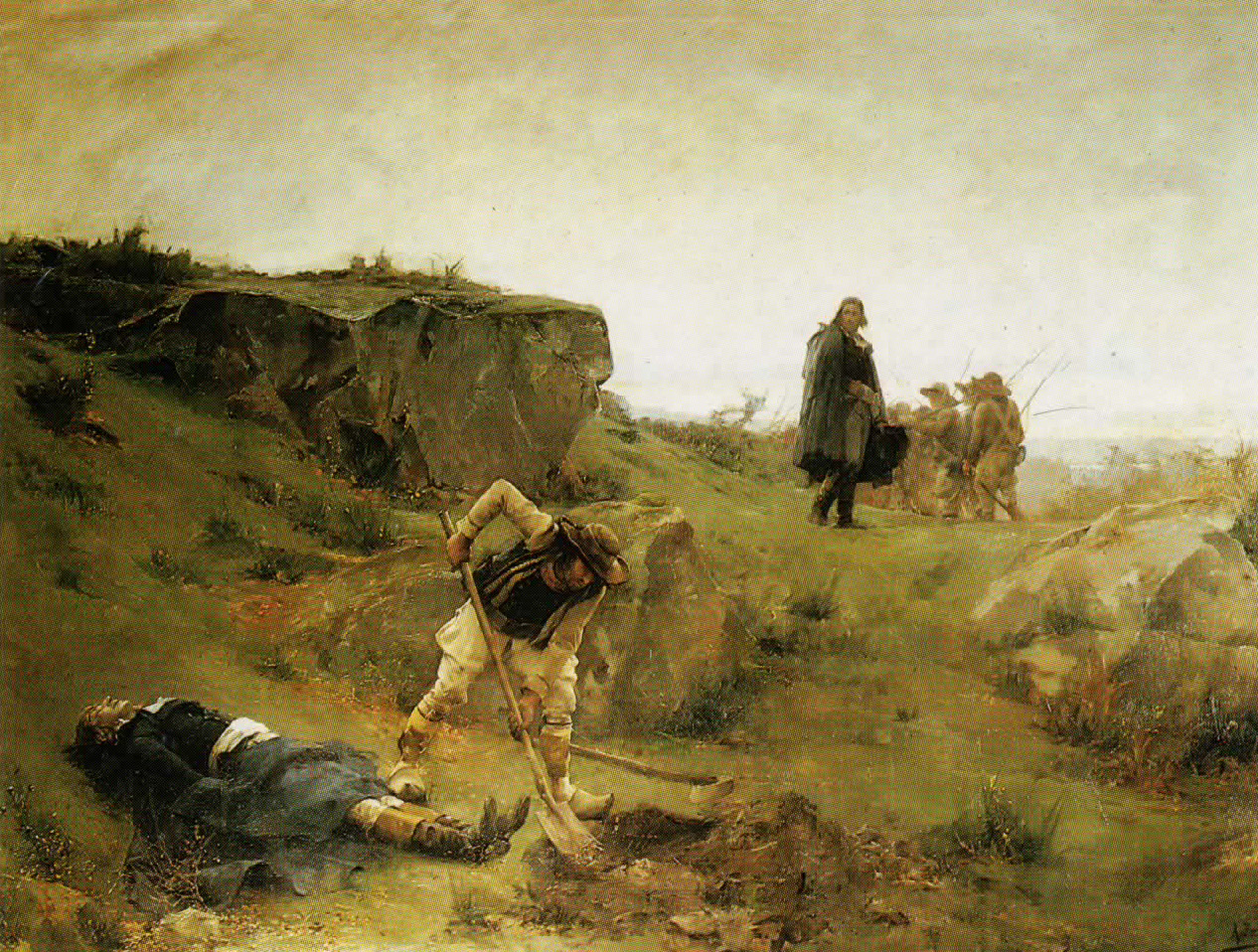
La Mort de La Rochejaquelein, de Alexandre Bloch